# Helen Parkhurst

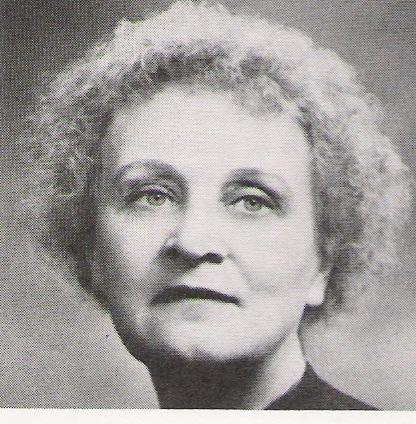
Helen Parkhurst

Helen Parkhurst (ur. 8 marca 1886 w Durand, zm. 1 czerwca 1973 w New Milford) – amerykańska nauczycielka, twórczyni systemu indywidualnej pracy uczniów zwanego planem daltońskim. Parkhurst jest autorką książki Wykształcenie według planu daltońskiego. 
Przez 4 lata - będąc we Włoszech - współpracowała z Marią Montessori (przez pewien czas pełniąc funkcję dyrektorki wszystkich szkół Montessori w Stanach Zjednoczonych).